# آرگوو
آرگوو (به فرانسوی: Argœuves) یک کمون در فرانسه است که در امینس دومین (نورد-یوئست) کانتون واقع شده‌است. آرگوو ۱۰٫۲۱ کیلومتر مربع مساحت دارد ۱۷ متر بالاتر از سطح دریا واقع شده‌است.